# 人體工學鍵盤

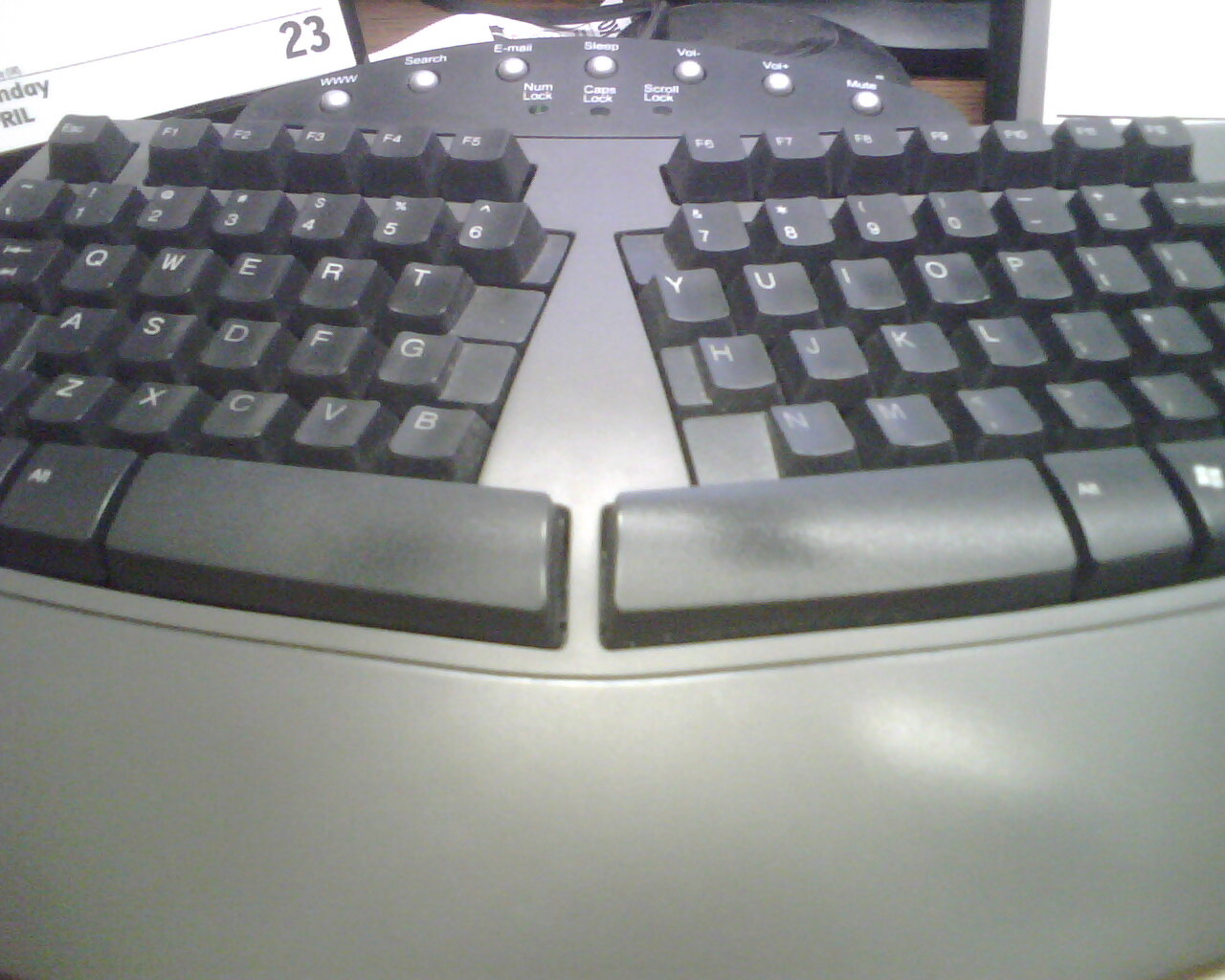
字母部份兩邊分離兼向外微斜使手部更舒適，是符合人體工學的鍵盤設計

人體工學鍵盤（英語：ergonomic keyboard）是設計顧及人體工學的電腦鍵盤，可盡量減少肌肉拉傷、疲勞等問題。

## 特點
常見的QWERTY鍵盤配置歸功於C. Latham Sholes設計並於1878年獲得專利的機械打字機；研究表明配置可能受電報員影響。行與列間為了容納鍵與打字機內部機制間的物理連結而有偏移；隨著打字職責過渡到電動（機動）打字機，然後是電腦，配置得以保留以簡化已受打字培訓的用戶的過渡程序，但傳統機械配置的斜列（staggered row）等多種特質迫使用戶重複不舒服的動作和姿勢。幾種可能的解决方案自1926年起已出現。
人體工學鍵盤調整按鍵排列和／或位置來盡量減少不舒適的手腕位置和手指動作，如用傳統鍵盤配置打字會迫用者抬高肩部、偏斜手腕尺骨和旋轉頭部。:385顧及到人體工學，最放鬆的打字姿勢是前臂與地面平行，手腕伸直。為了普及這種姿勢，Klockenberg在1926年發表研究建議雙手打字員的主鍵群分成左右兩半，互成一定角度，保持手腕筆直；:385可羅馬（Kroemer）於1972年發表的更詳細研究表明可調分體（adjustable split）鍵盤可紓緩用者痛楚；:3861970年代發表的幾項研究表明資料輸入員有肌肉骨骼損傷的風險。:387

### 分體鍵群（split key clusters）

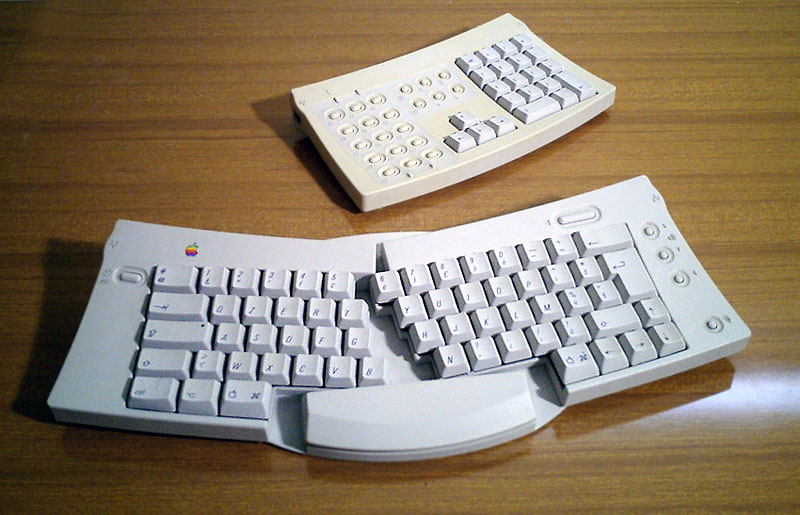
蘋果可調鍵盤（1992）將字母數字鍵分成兩半，開角（opening angle）可調
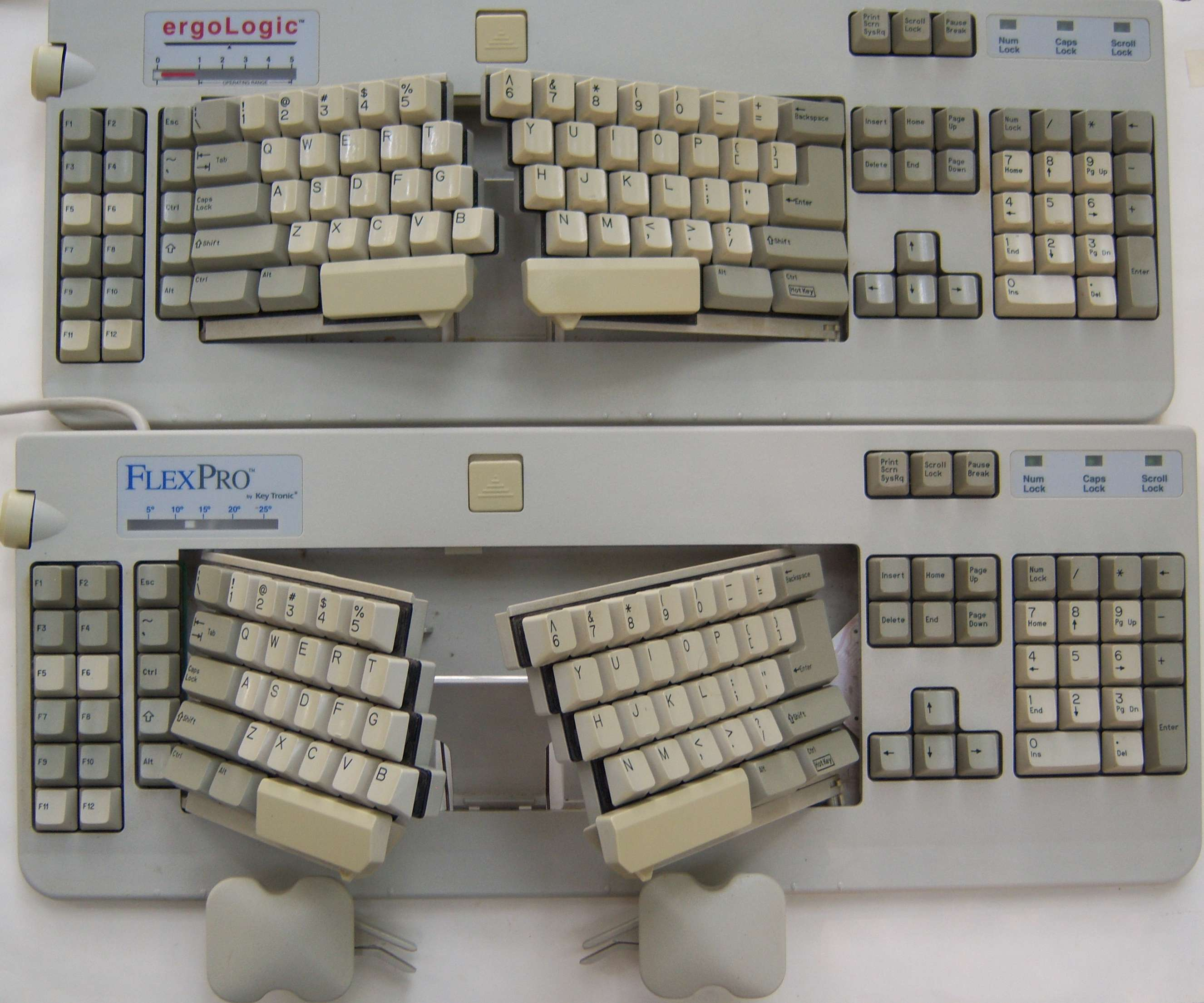
鍵儀（KeyTronic）FlexPro和OEM ergoLogic（1993）可調分體鍵盤，展示了調整開合角和外斜角（tenting angle）的特點
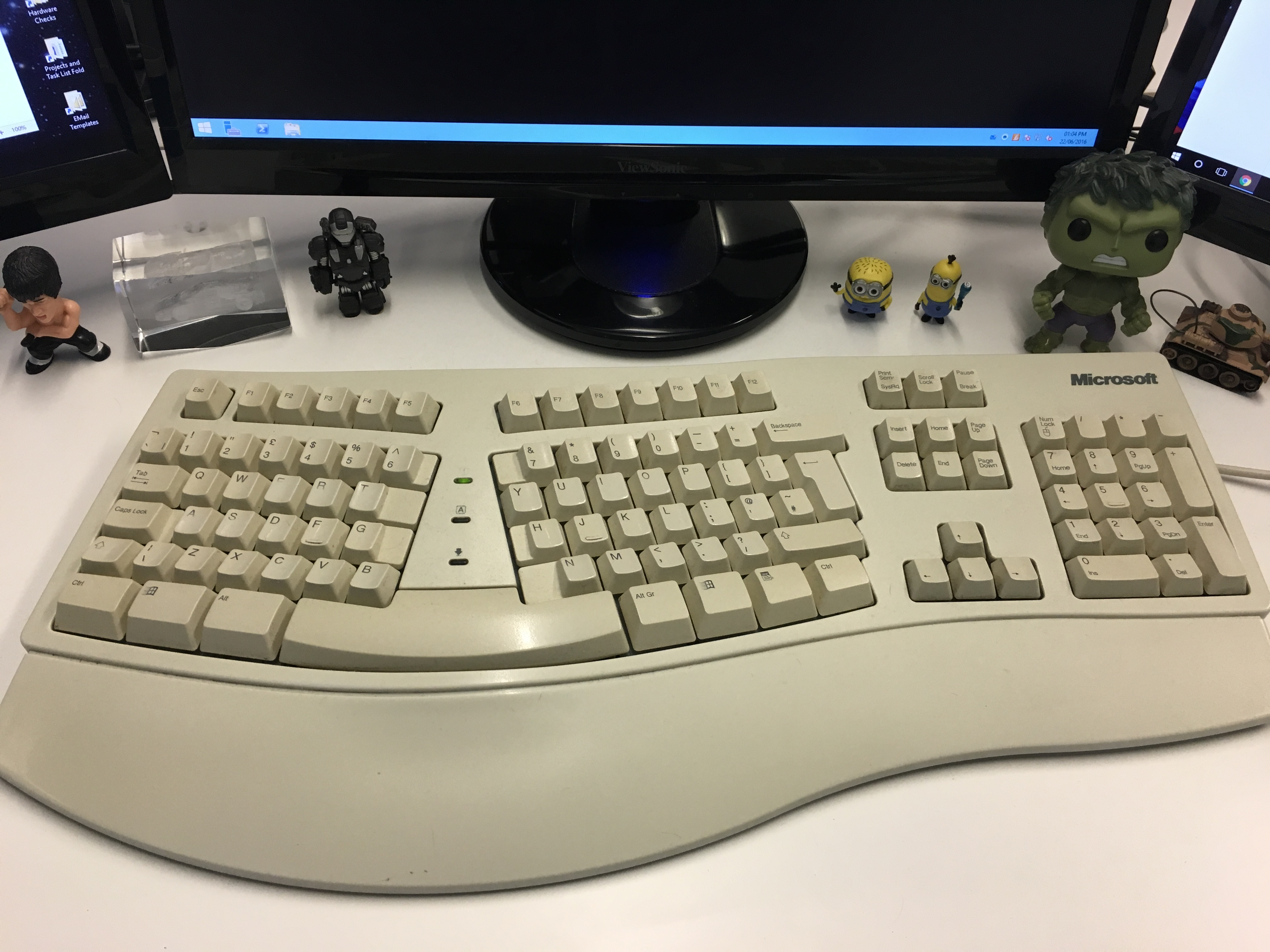
微軟自然鍵盤（1994）是定分體（fixed split）鍵盤
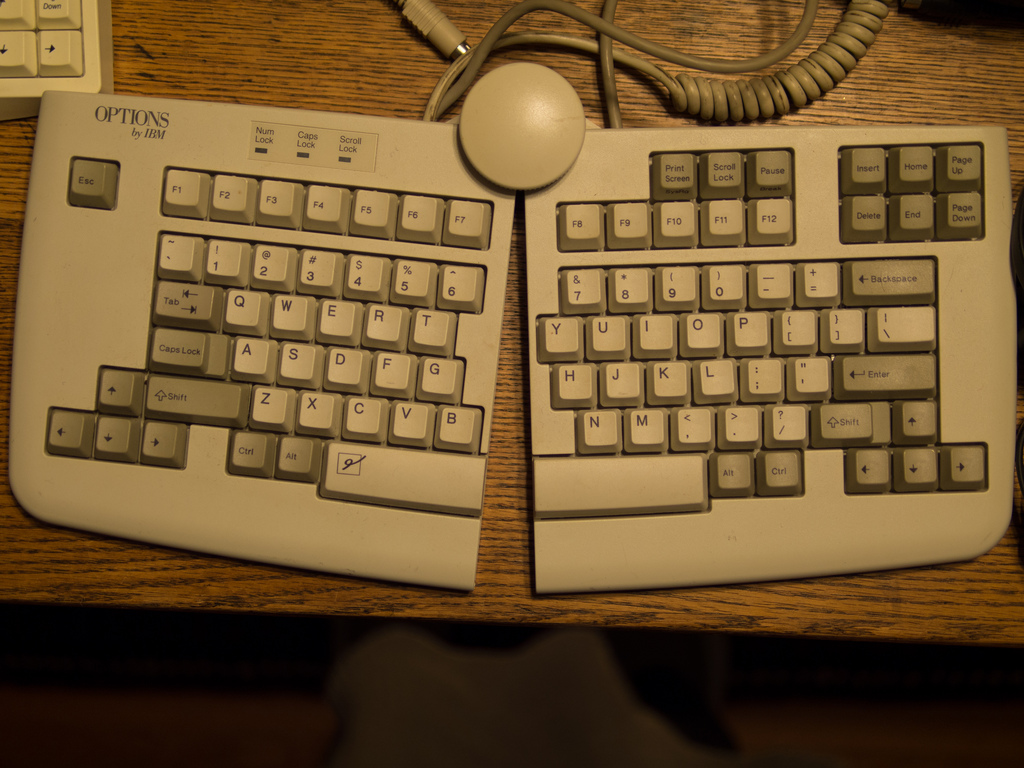
IBM可調鍵盤（型號M15，1994年），以球形接頭控制開合和外斜角
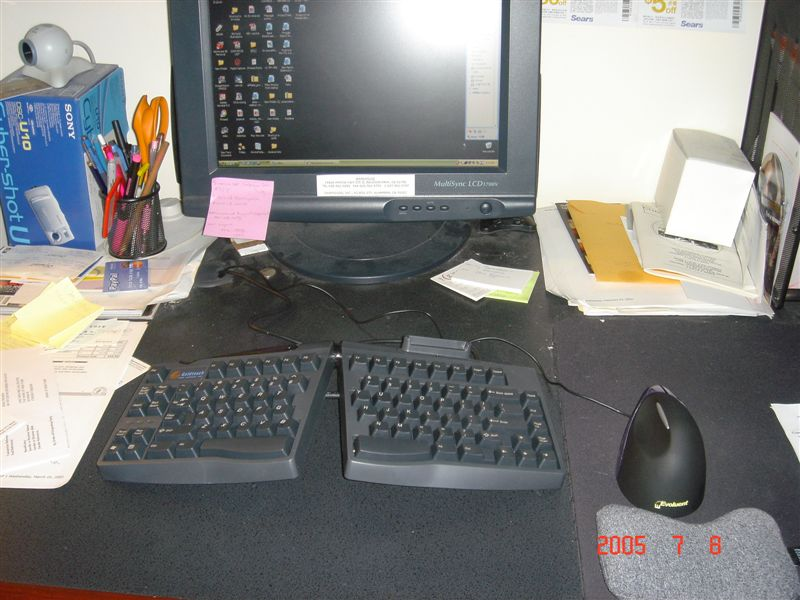
金色觸摸（Goldtouch，1997）可調分體鍵盤有類似的球形接頭
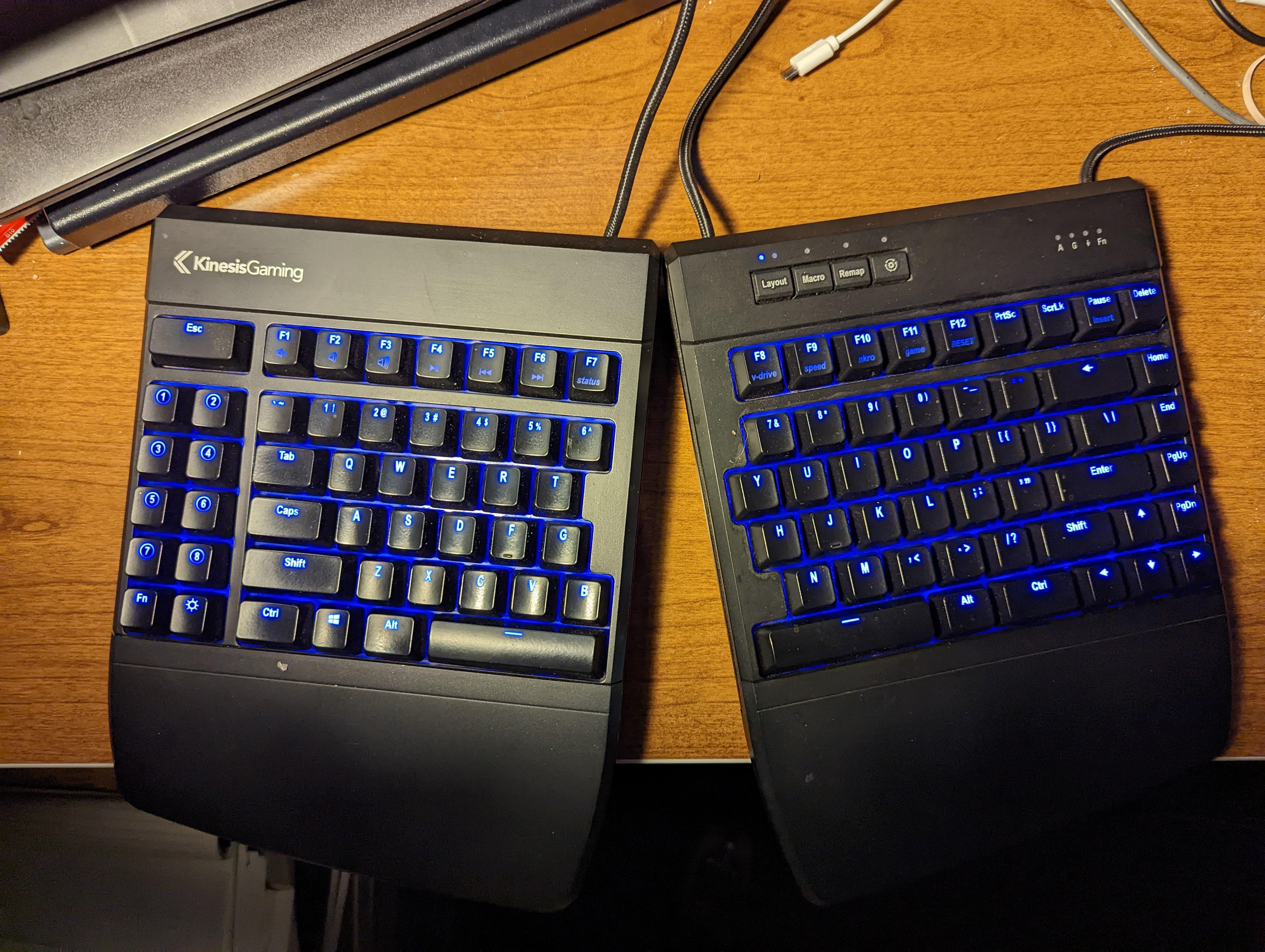
動能牌自由式（Kinesis Freestyle，2007）可調分體鍵盤的兩塊鍵板以電線連接，可靈活調整開合角度和距離；額外配件用於調整外斜角
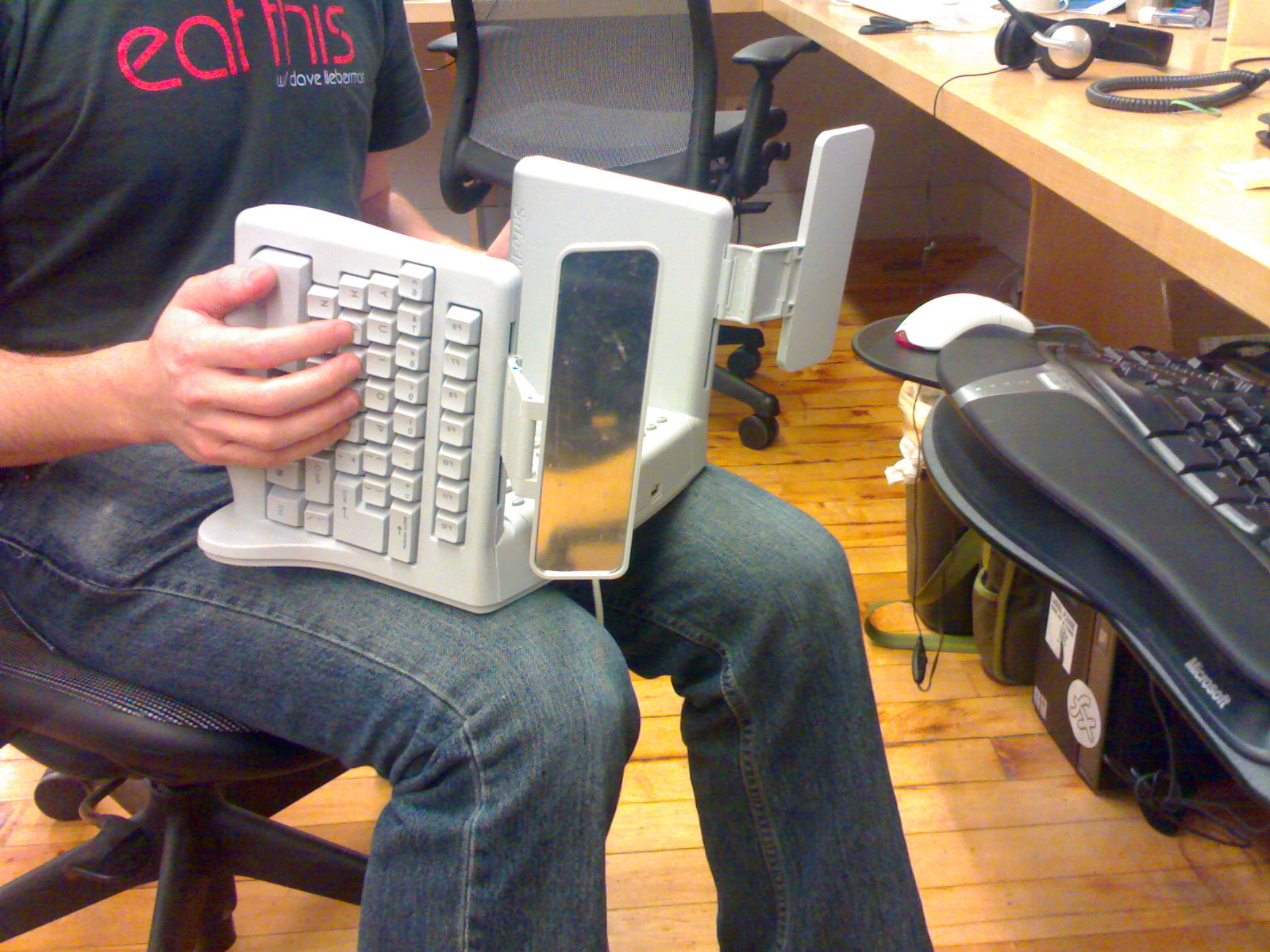
安全打字（SafeType）鍵盤是有90度外斜角的定分體鍵盤

分體鍵盤的鍵分成兩部份或以上，各部份間的角度和距離可調整以保持用者手腕筆直，有三隻相關角度：:Fig.2
1. 開角、張角、開合角（split、rotation、slant或opening angle）指左右兩半間行的角度，是垂直穿過QWERTY鍵盤DK鍵的軸的旋轉角。多數肩膀在放在主行時比手的位置寬，使用傳統鍵盤時肩膀輕微內收使前臂向內指，手腕須外彎以將手指放在正確位置。
2. 壆角、拱角、前後角（slope或tilt angle）指鍵盤平面與支撐面間的前後角，是與主行平行的軸的旋轉角（ASDF／JKL;鍵），即從鍵盤左邊緣到右邊緣。傳統鍵盤遠離用者那邊下的支腳將鍵盤後傾，最上行（功能鍵F1–F12）高於底行（space），手腕須向上屈曲。在近用者那邊下面用立管將鍵盤調平甚至前傾較符合人體工學。
3. 外斜角、山角（lateral inclination、gable或tenting angle）指每半平面與支撐面間的左右角，是鍵盤頂部中心（6和7鍵間）穿到底部中心（space鍵中間）的軸的旋轉角。傳統鍵盤需要手腕向內轉以放平雙手。人體工學鍵盤中心（兩半的內邊緣）可能比外邊緣高。

傳統鍵盤的零開角緊密配置令用者手腕角度不自然，雙手縮向鍵盤中心，肩部內收；人體工學鍵盤這些部份的間距可紓緩或消除之。
人體工學鍵盤可以是定分體（fixed split），用者無法改動各部分間的角度和距離；也可以是可調的，通常有兩塊獨立的鍵板，用者可自行調校。定分體設計適合大部份用者，並且可以快速設置以在不同設置中複製相似的介面，但可能無法完全適合特定用者，例如可調分體鍵盤兩半間的距離可以自訂，可確保闊肩者打字時肘部不會靠得太近。另一方面，可調分體鍵盤可能會嚇到潛在用者，使他們擔心會更易得到或加劇重複性勞損；相比下，微軟自然鍵盤等定分體鍵盤很好賣。
外斜分體（angled split）鍵盤（有時稱Klockenburg鍵盤）中間部份向上翹，打字時食指高於小指。Key Ovation製造的金色觸摸（Goldtouch）人體工學鍵盤是可調外斜分體鍵盤。一些人體工學鍵盤的山角達90度，打字時雙手與地面垂直，大拇指豎起，像演奏手風琴。

### 直列（Vertical column）配置

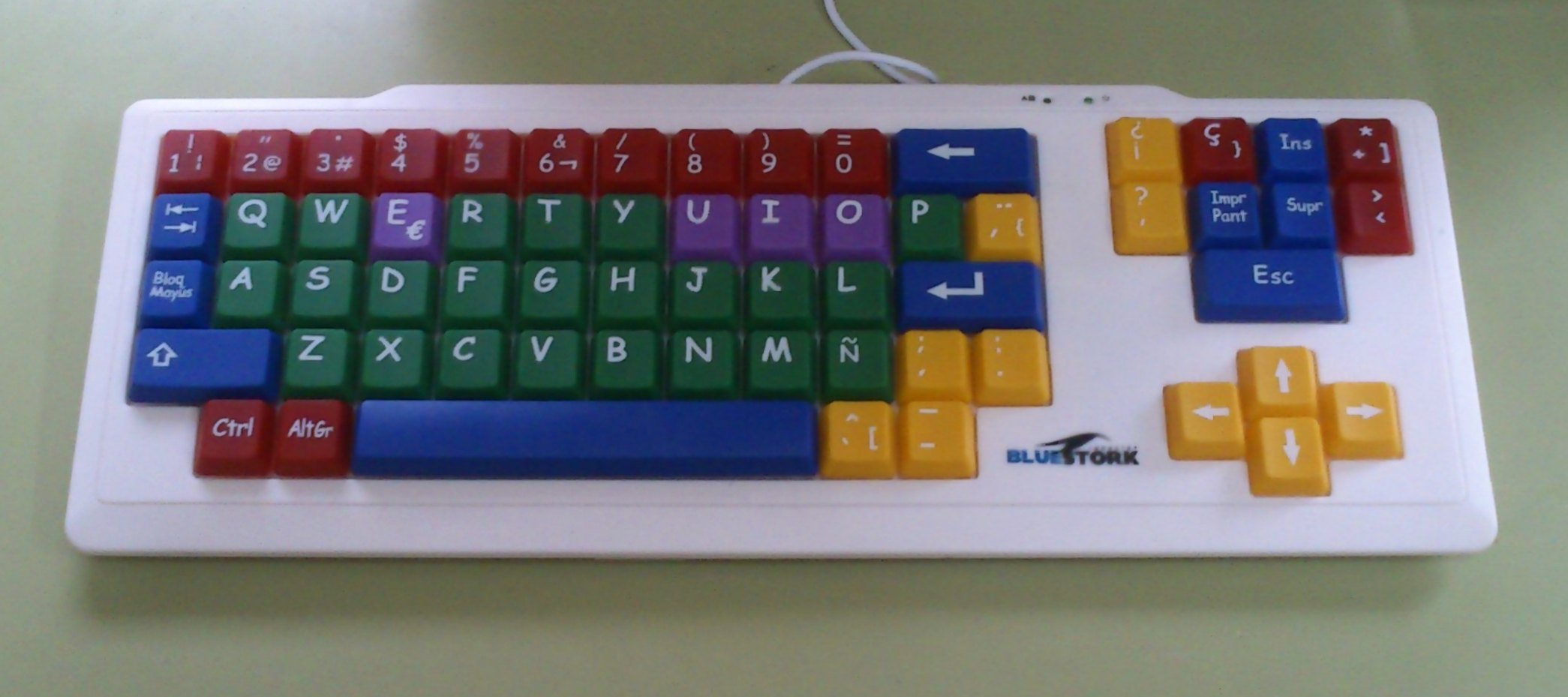
正交（ortholinear或matrix）鍵盤，按鍵排成垂直的正交網格
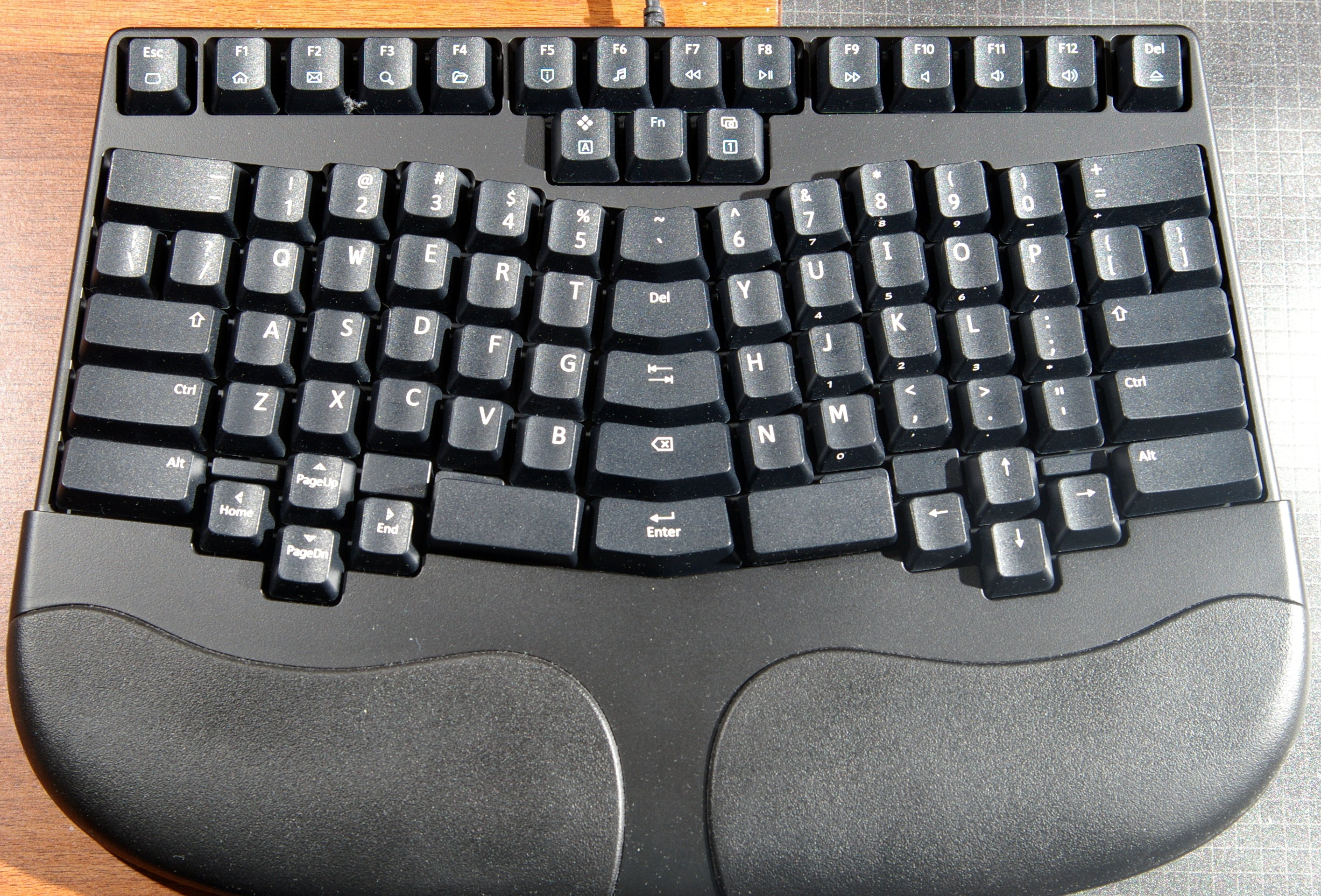
「真·人體工學鍵盤」，結合了錯行（staggered column）和直列的定分體設計
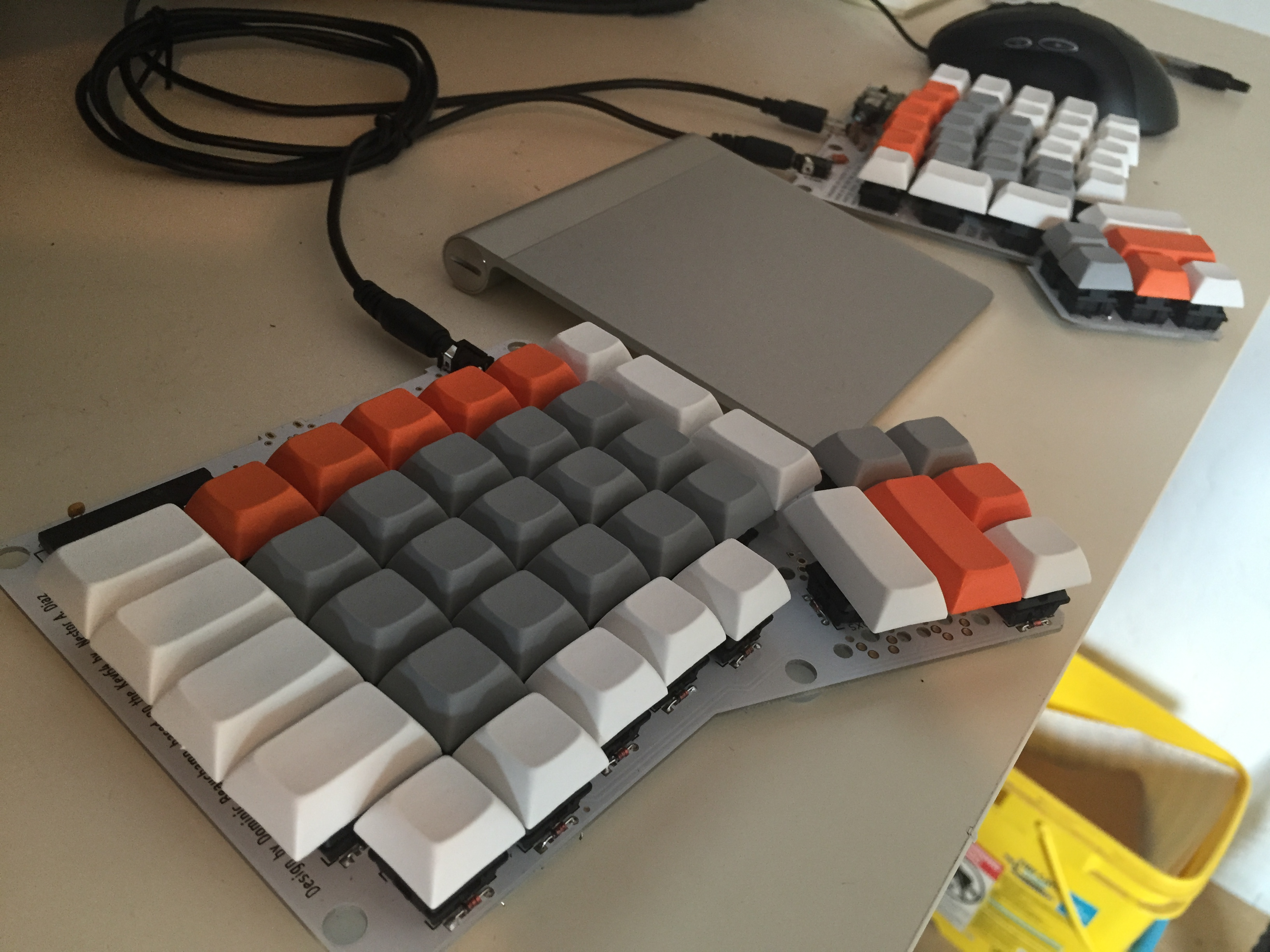
工學原教旨（Ergodox）鍵盤，可調分體，錯行直列

### 曲面（contoured surface）鍵盤

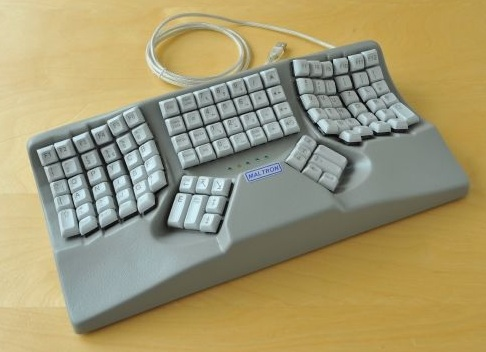
麥儀（Maltron）曲面鍵盤採用自家發明的Malt配置
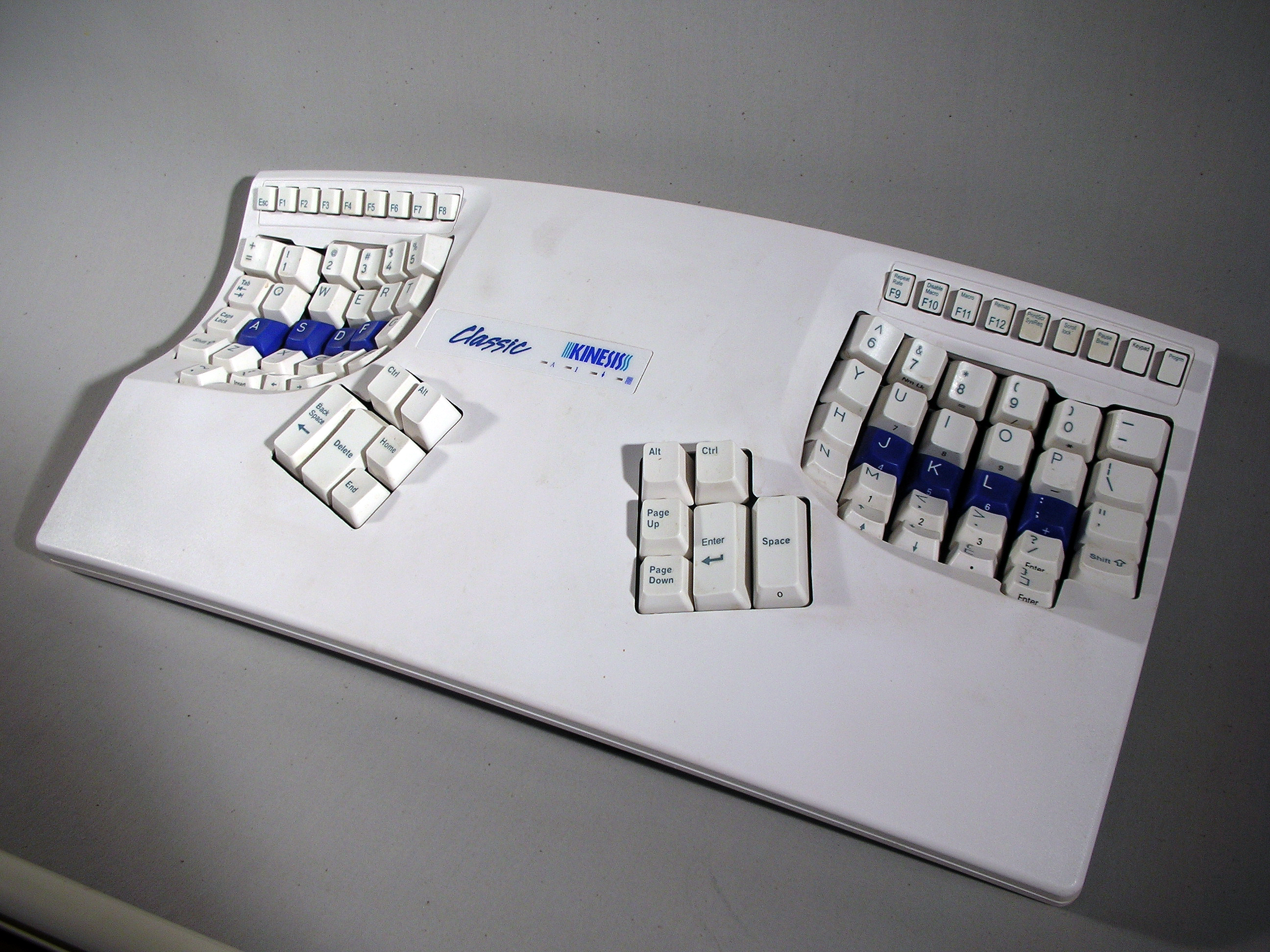
採用QWERTY配置的動能牌古典曲面鍵盤
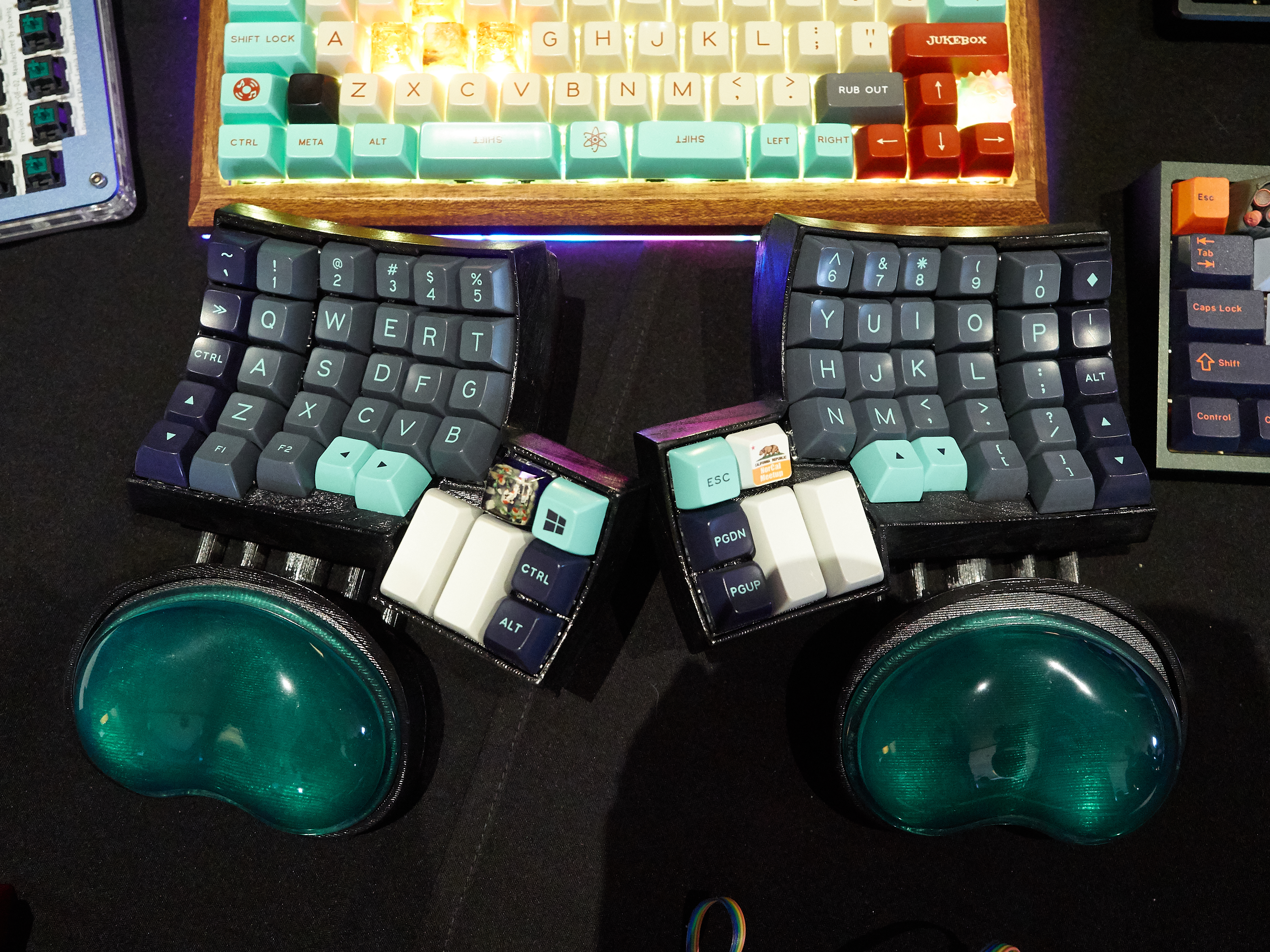
度身定造的錯行直列可調分體曲面鍵盤（圖下）

## 鍵盤代替品

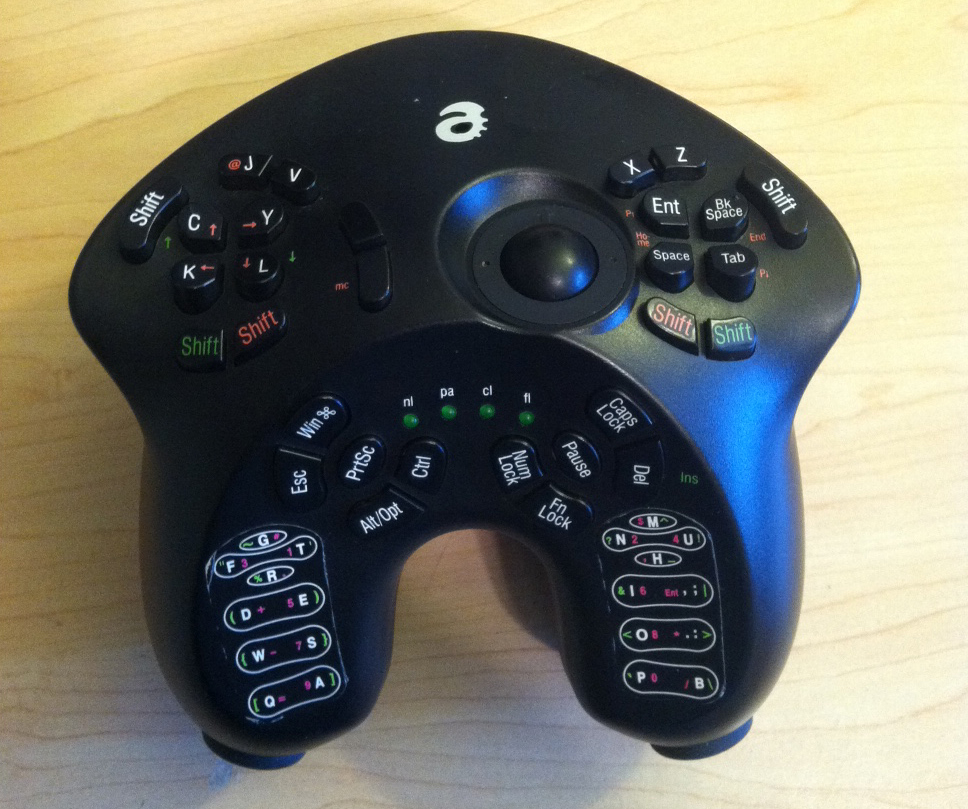
AlphaGrip手握鍵盤
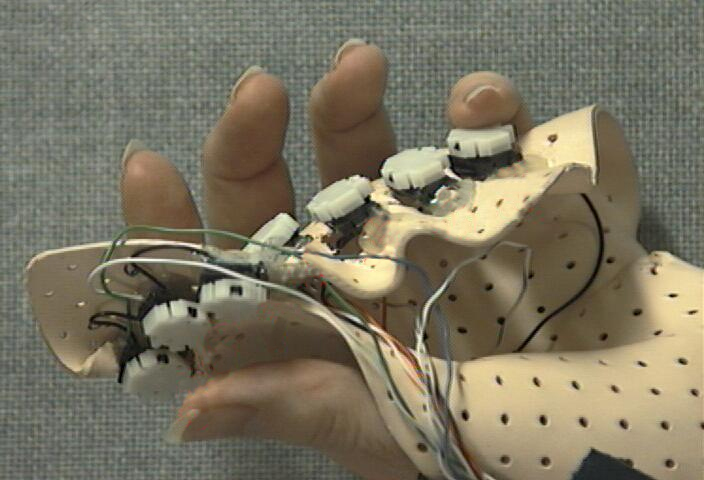
手工鍵控器（keyer），為用戶左手度身定造，有七粒按鍵開關
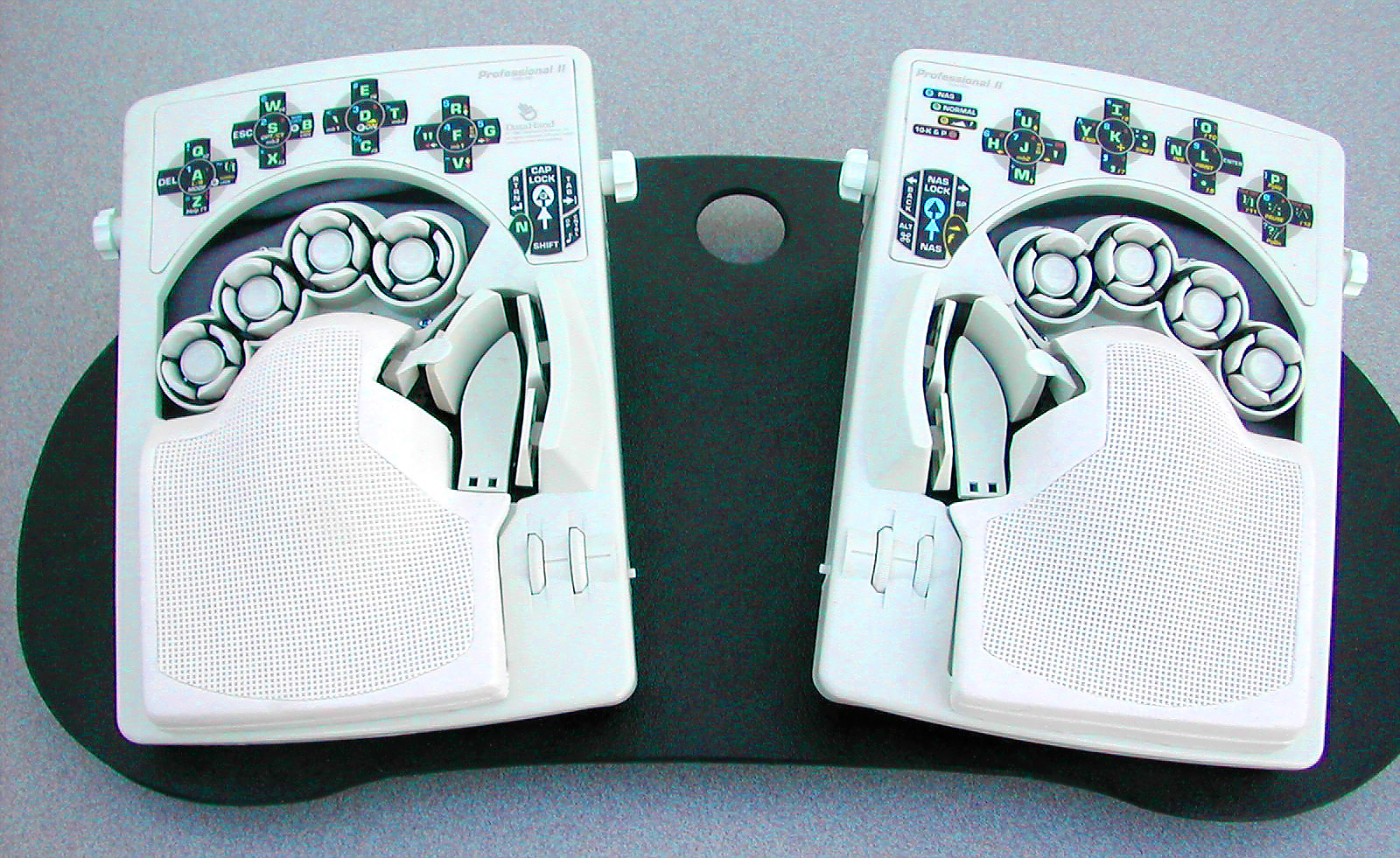
數據手（DataHand）左右輸入裝置

### 鍵盤手掣
鍵盤手掣設計為像遊戲控制器一樣拿着，而非平放桌面。字不但可在電腦前打，還可倚在椅上或在房內四處走動時打。有些鍵盤手掣甚至有滑鼠球，可用同一手提裝置移動鼠標和打字。

### 另類鍵盤配置
鍵控器或無鍵人體工學鍵盤等鍵盤沒有典型的一字母一鍵。如數據手（DataHand）消除了任何手腕运动或手指伸展的需要；每隻手指都有五粒由按鈕或撥片觸發的獨立開關。
語音識别進步可能完全取代鍵盤，特別是沒有傳統鍵盤介面的小型裝置。

## 注意事項
普遍認為人體工學鍵盤可減少肌肉勞損並降低腕管綜合症或其他類型的重複性勞損（RSI）的風險。對於「分體」鍵盤，除了有「尖角鍵盤面」的真分體鍵盤外，表明能減少傷害的優良研究很少。然而有證據表明此類鍵盤難爲用者接受。
檢查手部靜止位置的狹窄研究忽略了許多其他可能的因素，如用者應意識到「符合人體工學」之鍵盤的效果是改變暴露在風險的肌肉骨骼區域，而不是消除不良姿勢。

## 有關條目
- 鍵盤佈局
- 重複性勞損
- 重複性勞損軟體列表
- MALT鍵盤
- 微軟人體工學鍵盤